# Dima-Ioan Andronic
Dima-Ioan Andronic (ur. 6 listopada 1971) – rumuński zapaśnik walczący w stylu wolnym. Zajął jedenaste miejsce na mistrzostwach świata w 1994 i 1998. Piąty na mistrzostwach Europy w 1998. Triumfator igrzysk frankofońskich w 1994 roku.